# Copa América IFA7 – Raising Stars 2024
Copa América IFA7 - Raising Stars 2024 bylo 1. ročníkem Copa América IFA7 s tímto podtitulem a účastnily se ho týmy do 18 let. Konalo se v Peru v hlavním městě Lima v období od 24. do 28. dubna 2024. Účastnilo se ho 6 týmů, které byly rozděleny do 2 skupin po 3 týmech. Ze skupiny pak postoupily do vyřazovací fáze první a druhý celek. Aby každý tým hrál alespoň 3 zápasy, hrál vždy s jedním týmem z druhé skupiny a poté se body započítávaly do tabulky. Vyřazovací fáze zahrnovala 4 zápasy. Ve finále zvítězili reprezentanti Ekvádoru, kteří porazili výběr Kolumbie 7:6 po prodloužení.

## Stadion
Turnaj se hrál na jednom stadionu v jednom hostitelském městě: Estadio Adelfo Magallanes (Lima).
| Lima                      |
| ------------------------- |
| Estadio Adelfo Magallanes |
| Lima                      |

## Skupinová fáze
| Vysvětlivky                     |
| ------------------------------- |
| Týmy postupující do semifinále  |
| Vítěz zápasu je tučně zvýrazněn |

Čas každého zápasu je uveden v lokálním čase.

### Skupina A
| Tým     | Z | V | R | P | VG | IG | +/− | B |
| ------- | - | - | - | - | -- | -- | --- | - |
| Ekvádor | 3 | 3 | 0 | 0 | 10 | 2  | +8  | 9 |
| Mexiko  | 3 | 1 | 1 | 1 | 5  | 4  | +1  | 4 |
| Peru    | 3 | 0 | 1 | 2 | 4  | 10 | −6  | 1 |

| 24. dubna 2024 22:00 |       |                                        |                                 |
| Peru                 | 1 : 3 | Mexiko                                 | Estadio Adelfo Magallanes, Lima |
| Arista 5'            |       | Diego Guttierez 3', 25' Lian Perez 16' | Estadio Adelfo Magallanes, Lima |

| 25. dubna 2024 22:00 |       |                                                                                     |                                 |
| Peru                 | 1 : 5 | Ekvádor                                                                             | Estadio Adelfo Magallanes, Lima |
| Figari 27'           |       | Arian Zegarra 6' Adrian Ayllon 13' Jhery Ruiz 28' David Siancas 45' Alex Cavero 49' | Estadio Adelfo Magallanes, Lima |

| 26. dubna 2024 19:00 |       |                  |                                 |
| Ekvádor              | 2 : 1 | Mexiko           | Estadio Adelfo Magallanes, Lima |
| Alex Cavero 5', 35'  |       | Cody Cornejo 45' | Estadio Adelfo Magallanes, Lima |

### Skupina B
| Tým       | Z | V | R | P | VG | IG | +/− | B |
| --------- | - | - | - | - | -- | -- | --- | - |
| Kolumbie  | 3 | 2 | 1 | 0 | 9  | 3  | +6  | 7 |
| Kanada    | 3 | 1 | 0 | 2 | 4  | 5  | −1  | 3 |
| Venezuela | 3 | 0 | 1 | 2 | 6  | 12 | −6  | 1 |

| 24. dubna 2024 20:30                   |       |                                                                          |                                 |
| Venezuela                              | 2 : 6 | Kolumbie                                                                 | Estadio Adelfo Magallanes, Lima |
| Luisberth Llontop 21' Brayan Reyes 35' |       | Johan Legarda 3', 16' Emanuel Arniegas 11', 18' Samuel Ardila 25+1', 47' | Estadio Adelfo Magallanes, Lima |

| 25. dubna 2024 20:30      |       |                                                              |                                 |
| Venezuela                 | 2 : 4 | Kanada                                                       | Estadio Adelfo Magallanes, Lima |
| Rojas 8' Brayan Reyes 15' |       | Orlen Domin 13', 38' Nathein Lockhert 34' Felipe Puentes 50' | Estadio Adelfo Magallanes, Lima |

| 26. dubna 2024 20:30              |       |        |                                 |
| Kolumbie                          | 2 : 0 | Kanada | Estadio Adelfo Magallanes, Lima |
| Miguel Rios 13' Johan Legarda 30' |       |        | Estadio Adelfo Magallanes, Lima |

#### Doplňující zápasy
| 24. dubna 2024 19:00                               |       |        |                                 |
| Ekvádor                                            | 3 : 0 | Kanada | Estadio Adelfo Magallanes, Lima |
| Alex Cavero 8' David Siancas 36' Arian Zegarra 49' |       |        | Estadio Adelfo Magallanes, Lima |

| 25. dubna 2024 19:00 |       |                   |                                 |
| Mexiko               | 1 : 1 | Kolumbie          | Estadio Adelfo Magallanes, Lima |
| Diego Gutierrez 5'   |       | Maicol Orrego 17' | Estadio Adelfo Magallanes, Lima |

|                              |       | Penaltový rozstřel             |  |
| Diego Gutierrez Cody Cornejo | 0 : 2 | Emanuel Arniegas Maicol Orrego |  |

| 26. dubna 2024 22:00 |       |                            |                                 |
| Peru                 | 2 : 2 | Venezuela                  | Estadio Adelfo Magallanes, Lima |
| De Pomar 12', 47'    |       | Carlos Torres 5' Rojas 17' | Estadio Adelfo Magallanes, Lima |

|                        |       | Penaltový rozstřel             |  |
| De Pomar Figari Arista | 1 : 2 | Rojas Saúl Tovar Yorbe Linares |  |

## Vyřazovací fáze
|  | Semifinále | Semifinále | Semifinále |  |  | Finále      | Finále          | Finále      |
|  |            |            |            |  |  |             |                 |             |
|  |            | Ekvádor    | 3          |  |  |             |                 |             |
|  |            | Kanada     | 0          |  |  |             |                 |             |
|  |            |            |            |  |  |             | Ekvádor (prod.) | 7           |
|  |            |            |            |  |  |             | Kolumbie        | 6           |
|  |            | Kolumbie   | 2          |  |  |             |                 |             |
|  |            | Mexiko     | 1          |  |  | Třetí místo | Třetí místo     | Třetí místo |
|  |            |            |            |  |  |             | Kanada          | 1           |
|  |            |            |            |  |  |             | Mexiko          | 2           |

#### Semifinále
| 27. dubna 2024 19:00                                     |       |        |                                 |
| Ekvádor                                                  | 3 : 0 | Kanada | Estadio Adelfo Magallanes, Lima |
| Adrian Ayllon 13' Jhery Ruiz 31' Alessandro Alvirena 37' |       |        | Estadio Adelfo Magallanes, Lima |

| 27. dubna 2024 20:30                   |       |                 |                                 |
| Kolumbie                               | 2 : 1 | Mexiko          | Estadio Adelfo Magallanes, Lima |
| Emmanuel Carmona 10' Johan Legarda 11' |       | Cody Cornejo 6' | Estadio Adelfo Magallanes, Lima |

#### O 3. místo
| 28. dubna 2024 19:00 |       |                                            |                                 |
| Kanada               | 1 : 2 | Mexiko                                     | Estadio Adelfo Magallanes, Lima |
| Yaseeh Saleh 50'     |       | Micale Tsegaye 18' (vl.) Mauri Vázquez 23' | Estadio Adelfo Magallanes, Lima |

#### Finále
| 28. dubna 2024 20:30                                                                           |               |                                                                                   |                                 |
| Ekvádor                                                                                        | 7 : 6 (prod.) | Kolumbie                                                                          | Estadio Adelfo Magallanes, Lima |
| Jhery Ruiz 18', 29', 36' (pen.), 46' Adrian Ayllon 23' Alex Cavero 56' Alessandro Alvirena 60' |               | Johan Legarda 6' Samuel Ardila 12' Maicol Orrego 17', 19', 55' Simón Posada 25+3' | Estadio Adelfo Magallanes, Lima |